# Pondersbridge
Pondersbridge – wieś w Anglii, w hrabstwie Cambridgeshire, w dystrykcie Fenland. Leży 39 km na północny zachód od miasta Cambridge i 112 km na północ od Londynu.